# Acerotisa alba
Acerotisa alba är en plattmaskart. Acerotisa alba ingår i släktet Acerotisa och familjen Euryleptidae. Inga underarter finns listade i Catalogue of Life.